# Maria Pelletier
Pour les articles homonymes, voir Pelletier (homonymie).
 (février 2021).
Maria Pelletier est une dirigeante d’entreprise et militante écologiste française.

## Biographie
Maria Pelletier est une dirigeante d’entreprise engagée dans le domaine de l’agroalimentaire bio. Dès les années 1980, elle participe à des initiatives de lutte contre les pesticides, en faveur du développement d’une agriculture saine, locale et durable. Elle s’intéresse également aux perturbateurs endocriniens. En 1983, elle achète le Moulin Marion avec son mari. C'est une entreprise basée dans l’Ain qu'ils décident de positionner dans la production et les réseaux de distribution bio des anciennes régions administratives Bourgogne et Rhône-Alpes,. 
En 2007, elle devient présidente de l’association Générations Futures, fonction qu’elle exerce encore à ce jour. Cette fonction lui permet d’agir sur les questions environnementales et de santé publique qui lui tiennent particulièrement à cœur.

### Enfance et jeunesse
Née en Espagne, Maria Pelletier arrive en France à l’âge de 9 ans en 1964, ses parents fuyant la dictature franquiste. Elle est titulaire d’un DESS Administration des Entreprises. Elle travaille ensuite au sein du groupe de grande distribution Promodès,,.

### Dirigeante d’entreprise
En 1983, Maria Pelletier et son mari Michel Pelletier reprennent l’activité du Moulin Marion, une entreprise historique qui est sur le point de déposer le bilan. Cette reprise permet au Moulin Marion de retrouver une dimension familiale, puisque Michel Pelletier est l’arrière-petit-fils de Célestin Marion, propriétaire du moulin depuis 1917. Ils conservent dès le départ les cinq salariés et investissent pour rénover l’entreprise,.
Un expert agronome est engagé en 1984 afin de permettre une conversion de l’entreprise à une pratique de l’agriculture dépourvue de pesticides, à une époque où les labels bio restaient encore très confidentiels,[source insuffisante].. En offrant des débouchés commerciaux aux agriculteurs locaux, le Moulin Marion aurait ainsi contribué très tôt à conseiller, faire émerger et à dynamiser les exploitations agricoles biologiques et solidaires locales[source insuffisante].
En 2000, Maria Pelletier et son mari étendent les activités du Moulin Marion en construisant une usine alimentaire animale,, toujours en respectant les principes de l’agriculture biologique. En 2008, ils se dotent également d’un moulin à farine panifiable qui leur permet de fournir des boulangeries, biscuiteries et toutes les filières de l’agroalimentaire et de la distribution[source insuffisante]..

## Engagements associatifs
Depuis 1992, Maria Pelletier est membre de groupes de travail ou de conseils d’administration d’associations diverses, telles que ObjectifBio, le Réseau Environnement Santé et l’Alliance pour la planète. Elle est également membre fondateur et présidente de Bioconvergente Rhône-Alpes. Elle est aussi membre du conseil d’administration de Synabio.
De par son activité professionnelle, Maria Pelletier s’intéresse très tôt aux activités du Mouvement pour les Droits et le Respect des Générations Futures, MDRGF, devenu Générations Futures en 2008. D’abord membre de l’association, elle en devient présidente en 2007[source insuffisante].
L’engagement professionnel et associatif de Maria Pelletier vise à permettre une transformation progressive des pratiques agricoles françaises et européennes via une généralisation des méthodes de l’agriculture biologique et du développement durable,.

## Distinctions
En juin 2013, Maria Pelletier devient chevalier de la Légion d’honneur,.